# 북버지니아 군

북버지니아군의 군기. 로버트 리가 사령관 재임 기간 동안에 사용되었다

북버지니아군 (Army of Northern Virginia)은 남북 전쟁 당시 주로 동부 전선에서 주로 활약한 남부동맹의 군부대다. 북군의 포토맥군과 자주 전투를 치렀다.

## 기원
북버지니아군이란 이름은 다른 남부동맹군 부대들이 그랬던 것처럼 주 작전 지역을 나타내는 것이다. 북버지니아군은 북버지니아의 모든 전투 가능한 부대를 통합하여 1861년 6월 20일에 창설된 포토맥군 (남군)이 기원이다. 7월 20일과 7월 21일, 셰넌도어 계곡군과 하퍼스페리 군관구에서 온 부대가 추가되었다. 북서군이 1862년 3월 14일에 합쳐졌고, 그날 북버지니아군으로 명칭을 변경했다. 같은 해 4월 12일에 페닌설라 군(Army of the Peninsula)이 통합되었다
버지니아인들 외에 남부동맹을 통틀어서 멀리서 온 텍사스주나 아칸소주같은 먼 곳에서 온 부대도 북버지니아군 소속으로 싸웠으며, 심지어 뉴멕시코 준주나 애리조나 준주에서 온 민병대도 북버지나이군에 속해 있었다. 북버지니아군은 남군의 실질적인 주력이었다.

## 지휘 체계
북버지니아군의 초대 지휘관은 피에르 보우리가드였다. 그가 지휘했을 당시 부대 이름은 포토맥군이었다. 이후 지휘권은 조지프 존스턴으로 넘어갔고, 짧은 기간 동안 구스타부스 스미스가 지휘했다. 그러나 1862년 6월 11일에 가장 유명하고 마지막 지휘괸인 로버트 E. 리 장군이 부상당한 존스턴의 뒤를 이어 북버지니아군의 지휘권을 인수했다. 스미스는 세븐 파인스 전투에서 신경쇠약으로 걸린 것 같은 고통을 겪었다.
지휘를 맡은 첫해에 리는 2명의 주요 차급 지휘관을 거느렸다. 우익은 제임스 롱스트리트 중장이었고, 좌익은 스톤월 잭슨 중장의 지휘를 받고 있었다. 이 날개들은 1862년 11월 6일, 1군단(롱스트리트)과 2군단 (잭슨)으로 재편성되었다. 챈슬러스빌 전투 후 잭슨이 사망하자 리는 1863년 5월 30일에 북버지니아군을 3개 군단으로 재편성했다. 롱스트리트는 여전히 1군단을 지휘했고, 잭슨의 2군단이 2개 군단으로 나뉘어 각기 리처드 S. 이월 중장과 A.P 힐 중장이 지휘하게 되었다. 리처드 H. 앤더슨의 4군단이 1864년 10월 19일 편성되었고, 1865년 4월 8일 4군단은 2군단에 흡수/통합되었다. 3개 군단의 지휘관들은 1864년과 1865년에 자주 바뀌었다. 기병군단은 젭 스튜어트가 지휘했다. 기병군단은 1862년 8월 17일 창설되었고, 1864년 5월 11일, 스튜어트가 치명적인 부상을 입은 날 해체되었다. 예비 포병대는 윌리엄 펜들턴 준장이 지휘했다.

## 전투 기록
북버지니아군은 다음을 포함한 많은 전역 및 전투에 참가했다.
| 전역                     | 연도            | 주요 전투                                       |
| ------------------------ | --------------- | ----------------------------------------------- |
| 반도 전역                | 1862년          | 세븐 파인스 전투 (페어 오크)                    |
| 7일 전투                 | 1862년          | 게인스밀 전투, 멜번힐 전투                      |
| 북버지니아 전역          | 1862년          | 제2차 불런 전투 (제2차 매너서스 전투)           |
| 메릴랜드 전역            | 1862년          | 앤티텀 전투 (샤프스버그)                        |
| 프레더릭스버그 전역      | 1862년          | 프레더릭스 전투                                 |
| 챈슬러스빌 전역          | 1863년          | 챈슬러스빌 전투                                 |
| 게티스버그 전역          | 1863년          | 게티스버그 전투                                 |
| 브리스토 전역            | 1863년          |                                                 |
| 마인런 전역              | 1863년          |                                                 |
| 오버랜드 전역            | 1864년          | 윌더니스 전투, 스팟실베니아 전투, 콜드하버 전투 |
| 리치먼드-피터스버그 전역 | 1864년 ~ 1865년 | 피터스버그 포위전                               |
| 애포매톡스 전역          | 1865년          | 파이브 포크스 전투                              |

1865년 4월 9일 북버지니아군은 애포매톡스 코트 하우스에서 포토맥군에 항복했다. 리 장군이 율리시스 그랜트 장군에게 항복 문서에 서명함으로써 실질적으로 전쟁은 이 날 끝났다.

## 같이 보기
- 게티스버그의 남군 전투 서열 (1863년 게티스버그 전투 당시 상세 지휘 조직)
- 게티스버그 전역 개관
- 포토맥군
- 로버트 E. 리

## 참고 문헌
- Eicher, John H., & Eicher, David J., Civil War High Commands, Stanford University Press, 2001, ISBN 0-8047-3641-3.
- Freeman, Douglas S., R. E. Lee, A Biography (4 volumes), Scribners, 1934.